# Лавкі (Луківський повіт)
Лавкі (пол. Ławki) — село в Польщі, у гміні Луків Луківського повіту Люблінського воєводства.
Населення — 469 осіб (2011).
У 1975-1998 роках село належало до Седлецького воєводства.

## Демографія
Демографічна структура станом на 31 березня 2011 року:
|          | Загалом | Допрацездатний вік | Працездатний вік | Постпрацездатний вік |
| -------- | ------- | ------------------ | ---------------- | -------------------- |
| Чоловіки | 239     | 74                 | 154              | 11                   |
| Жінки    | 230     | 58                 | 145              | 27                   |
| Разом    | 469     | 132                | 299              | 38                   |